# Timuridska arhitektura
Timuridska arhitektura je bila pomembna faza v arhitekturni zgodovini Irana in Srednje Azije v poznem 14. in 15. stoletju. Timuridsko cesarstvo (1370–1507), ki ga je ustanovil Timur († 1405) in osvojil večino te regije, je nadziralo kulturni preporod. V arhitekturi je bila dinastija Timuridov pokrovitelj gradnje palač, mavzolejev in verskih spomenikov po vsej regiji. Njihovo arhitekturo odlikuje velika razsežnost, razkošna dekoracija s ploščicami in prefinjen geometrijski obok. Ta arhitekturni slog se je skupaj z drugimi vidiki timuridske umetnosti razširil po cesarstvu in nato vplival na arhitekturo drugih imperijev od Bližnjega vzhoda do Indijske podceline.

## Značilnosti
Timuridska arhitektura je nadaljevala tradicijo ilkanidske arhitekture, gradila je spomenike brez primere in razkošno dekoracijo, ki naj bi naredila vtis, vendar so tudi izpopolnili prejšnje zasnove in tehnike. Timuridski vladarji so novačili najboljše obrtnike s svojih osvojenih ozemelj ali jih celo prisilili, da so se preselili v timuridsko prestolnico.
Opeka je bila kot glavni gradbeni material tako kot v prejšnjih obdobjih na tem območju. Za prekrivanje velikih opečnih površin z barvitim okrasjem je bila uporabljena tehnika polaganja ploščic banna'i za ustvarjanje geometrijskih vzorcev in kufskih napisov po razmeroma nizkih stroških, medtem ko se je dražji mozaik iz ploščic, razvit v prejšnjih obdobjih, še naprej uporabljal za bolj ukrivljene cvetlične vzorce. Ploščice so imele prednost na zunanji strani, saj so bile bolj odporne na vremenske vplive. V notranjosti so bile stene pogosto prekrite z ometom, podobnim papir-macheju, ki je bil pobarvan, pozlačen in izrezljan z reliefi. Pri nekaterih spomenikih so bile uporabljene tudi marmorne obloge.
Veliko timuridskih verskih spomenikov zaznamujejo izrazite kupole. Običajno imajo dvojno lupino, sestavljeno iz notranje kupole, vidne od znotraj, in višje, zunanje kupole, vidne od zunaj. Kupole so na zunanji strani podprte na visokem cilindričnem bobnu in imajo čebulasto obliko (tj. ob straneh izbočene, zgoraj pa zašiljene). Prekrite so s pretežno turkiznim okrasjem ploščic in so včasih žlebljene ali rebraste.
Na notranji strani se je strukturna podpora timuridskih kupol razlikovala od prejšnjih iranskih kupol. Tradicionalno so kupole počivale na osmerokotni podlagi, ki so jo sestavljale štiri trompe, ki so prehajale iz kvadratne komore spodaj. V timuridskih spomenikih je kupola podprta z nizom lokov, zgrajenih čez robove kvadratne komore. Prehod med kvadratno dvorano spodaj in temi podpornimi loki zgoraj je dosežen z zavihki na vogalih, medtem ko so majhni prostori med vrhovi lokov zasedeni s konkavnimi loki, ki se združijo in tvorijo bolj krožno podlago za samo kupolo zgoraj. To je naredilo navpični prehod med komoro in kupolo veliko bolj dinamičen.
Druga pomembna timuridska inovacija je bila bolj sofisticirana in tekoča ureditev geometrijskega oboka na splošno. Veliki oboki so bili razdeljeni s sekajočimi se rebri na manjše oboke, ki jih je bilo nato mogoče nadalje razdeliti ali napolniti z mukarnami in drugimi vrstami okrasja. Muqarnas (znan tudi kot kiparski 'stalaktit' ali 'satovje') so bili tudi bolj zapleteni kot prej z uporabo manjših posameznih celic za ustvarjanje tridimenzionalnih geometrijskih oblik. Vizualno ravnotežje je bilo mogoče doseči z menjavanjem ene vrste ali vzorca okrasja z drugim med različnimi razdelki oboka. S kombinacijo te obokane tehnike, znane tudi kot mrežasto obokanje, s križnim tlorisom in z razbijanjem trdne mase podpornih sten z odprtimi loki in okni, je bila prej stroga delitev med kupolo, trompo in steno razpuščena in je lahko nastala neskončna raznolikost dovršenih notranjih prostorov.

## Pregled spomenikov

### Spomeniki iz Timurjeve vladavine
Najpomembnejši ohranjeni timuridski spomeniki so v in okoli mest Horasana in Transoksanije, kot so Samarkand, Buhara, Herat in Mašhad. Spomeniki Timurjeve vladavine (vladal 1370–1405) se odlikujejo po velikosti. Eno najzgodnejših večjih del pod Timurjem je mavzolej Hoje Ahmeda Jasavija v mestu Turkestan (današnji Kazahstan). Ta ogromen pogrebni kompleks, zgrajen okoli grobnice lokalnega sufijskega in muslimanskega svetnika, Ahmada Jasavija, je bil zgrajen med letoma 1389 in 1399. Ima presenetljivo zapleteno, a racionalno organizirano razporeditev prostorov znotraj pravokotnega tlorisa.
Drugi pomembni spomeniki iz Timurjevega časa so Mošeja Bibi Kanum in Mavzolej Gur-e-Amir, oba v njegovi prestolnici, Samarkandu, in palača Ak Saraj v Šahrisabzu. Mavzolej Gur Emir in mošeja Bibi Hanum se odlikujeta po razkošni notranji in zunanji dekoraciji, mogočnih portalih in izraziti kupoli. Vsaka od teh kupol je podprta na visokem valjastem bobnu in ima čebulasto obliko (koničasta na vrhu in izbočena na straneh), prekrita s pretežno turkiznim okrasjem ploščic. Nekatere kupole so žlebaste ali rebraste. Ak Saraj ('Bela palača') je bila Timurjeva zimska palača, zgrajena med letoma 1379 in 1396. Danes so še vedno vidne le mogočne ruševine njenih ogromnih vhodnih vrat.
Mavzolej Gur-e-Amir, ki je služil kot počivališče Timurja in nekaterih njegovih naslednikov, je bil v začetku 15. stoletja dodan večjemu kompleksu, vključno z medreso in kanako, ki sta bila zgrajena v poznem 14. stoletju. Ti elementi stojijo okoli dvorišča z monumentalnim vhodom.
Mošeja Bibi Kanum, zgrajena med letoma 1399 in 1405, je bila ob izgradnji ena največjih mošej na svetu in je dobila ime po Timurjevi ženi, katere mavzolej stoji nasproti nje. Zasnovana kot kongregacijska mošeja, se je vanjo vstopilo prek mogočnega portala, ki vodi na veliko dvorišče, obdano s štirimi ivani, po tradicionalni postavitvi kongregacijskih mošej v regiji. Vsak ivan, razen na vhodni strani, vodi v kupolasto dvorano za njim. Vzhodni ivan je veliko večji in bolj dodelan ter vodi do glavne molitvene dvorane, ki jo pokriva največja kupola stavbe. Štirje tanki minareti so simetrično razporejeni vzdolž sprednje fasade mošeje.
Drugi timuridski mavzoleji za kraljeve sorodnike in visoke uradnike so bili zgrajeni kot manjše in bolj tradicionalne stavbe s kupolami. Veliko jih je mogoče najti v nekropoli Šah-i Zinda v Samarkandu. To pokopališče je bilo v uporabi že dolgo pred tem obdobjem, vendar je bilo zanemarjeno in je bilo pod Timurjem in njegovimi nasledniki preurejeno v monumentalno nekropolo. Glavni mavzoleji tukaj so nanizani vzdolž ozke ulice in imajo bogato dekoracijo, obnovljeno v sodobnem času.

### Po Timurju
Tudi Timurjevi nasledniki so veliko gradili, čeprav v nekoliko manjšem obsegu. Pod Timurjevim sinom in naslednikom Šah Rukhom (vladal 1405–1447) je bila prestolnica prestavljena iz Samarkanda v Herat (današnji Afganistan). Mesto je oživil tako, da je obnovil bazar, prenovil citadelo in zgradil medresa v kombinaciji s hanko. Medresa-hanka je postala ponavljajoča se vrsta stavbe, ki so jo naročili kasnejši meceni v mestu.
Žena Šah Rukha, Gavhar Šad (umla 1457), je bila ena najpomembnejših pokroviteljic arhitekture v prvi polovici 15. stoletja. V tem obdobju je timuridska arhitektura dosegla vrhunec svoje prefinjenosti. Njeni spomeniki so bili večinoma najdeni v Mašhadu in Heratu. V Mašhadu je naročila obnovo svetišča Imama Reze in ob njem zgradila kongregacijsko mošejo, kar se je zgodilo med letoma 1416 in 1418. Mošeja, ki je še danes prisotna v močno razširjenem kompleksu in je znana kot mošeja Goharšad, je sestavljena iz dvorišča s štirimi ivani, ki je pritrjeno na svetišče. Je bogato okrašen z mozaičnim ploščicami in z dovršenimi muqarnami, ki se obokajo nad območjem mihraba.
Nekateri spomeniki Gavhar Šad v Heratu so bili uničeni ali resno poškodovani od 19. stoletja, vključno z njenim mavzolejem in kompleksom mošeje, zgrajenim med letoma 1417 in 1438, ki so ga delno porušili Britanci leta 1885. Ohranjeni del mavzoleja kljub temu dokazuje visoko kakovost njenega arhitekturnega pokroviteljstva, kar dokazuje zelo napredna notranjost obokov in dekoracija. Njen arhitekt je bil Kavam al-Din al-Širazi, glavni kraljevi arhitekt pod Šah Rukhom, ki je delal tudi na mošeji v Mašhadu in drugih naročilih.
Zadnje delo Kavam al-Dina je bilo medresa Ghijathija (ali Madrasa al-Ghijasija) v Khargirdu, ki jo je naročil Ghijath al-Din Pir Ahmad Khvafi, vezir pod Šah Rukhom. Napis datira njegovo dokončanje v leto 1444, a ko je Kavam al-Din umrl leta 1438, jo je dokončal arhitekt po imenu Ghijas al-Din Širazi. Arhitektura medrese kaže nadaljnjo kulminacijo nekaterih oblikovnih elementov. Dvorišče, okrašeno s ploščicami, je pravokotno, vendar ima poševne vogale, ki pomagajo integrirati vse štiri fasade med seboj. Dve komori na obeh straneh vhoda – ena je označena kot molitvena dvorana, druga pa kot predavalnica – imata prefinjen sistem obokov z zaščitnimi mrežami in muqarnami, ki so v tem primeru združene s kupolo luči, ki omogoča vstop svetlobe.
Pod Ulug Begom (vladal 1447–1449) je bil trg Registan v Samarkandu najprej spremenjen v monumentalni kompleks, podoben današnjemu. Okoli trga je zgradil tri stavbe, od katerih je danes ohranjena samo Ulugh Begova medresa (1417–1420), z veliko fasado, prekrito z bogatim okrasjem. Leta 1420 je zgradil tudi astronomski observatorij, ki je delno ohranjen in odkrit z izkopavanji 20. stoletja. Prvotno je bila valjasta trinadstropna stavba, ki je vsebovala velikanski sekstant, sončno uro in sektor.
Veliko novogradenj je bilo v drugi polovici 15. stoletja, vendar se jih je do danes ohranilo veliko manj. Sultan Husein Bajkara (vladal 1469–1506), zadnji pomemben timuridski vladar, je bil plodovit gradbenik, čeprav so bili njegovi projekti omejeni na Herat in območja, ki jih je še vedno nadzoroval okoli njega. Leta 1469 je severovzhodno od mesta ustvaril ogromen vrt, Bagh-i Džahanara. Leta 1492–1493 je zgradil veliko novo medreso-hanka severno od mavzoleja Gavhar Šade. Samo štirje minareti kompleksa še danes stojijo, čeprav so ohranili dovršen okras iz ploščic, ki potrjuje bogastvo spomenika. Proti letu 1480 je razširil tudi Hazrat Ali Mazar, svetišče Alija ibn Abi Taliba, v Mazar-i Šarifu. Njegov vezir Ali-Šir Nava'i je prav tako prispeval k obnovi številnih svetišč in mošej v mestu, poleg tega pa je zgradil svoj verski kompleks, znan kot Ikhlasija.

## Zapuščina in vpliv
Timuridsko pokroviteljstvo je bilo zelo pomembno v zgodovini umetnosti in arhitekture v velikem delu islamskega sveta. Mednarodni timuridski slog je bil sčasoma vključen v vizualno kulturo vzhajajočega Osmanskega cesarstva na zahodu, medtem ko so ga na vzhodu na Indijsko podcelino prenesli Moguli, ki so bili potomci Timurja. V Iranu so Safavidi prav tako podedovali timuridski slog in ga uporabili za nadaljnji razvoj lastne cesarske arhitekture.
V poznem 14. in 15. stoletju sta zahodni Iran prevladovali dve močni turkomanski konfederaciji, Qara Qoyunlu in Aq Qoyunlu. Medtem ko je ohranjenih nekaj spomenikov, ki jih je sponzorirala katera koli frakcija, ostanek kaže, da se je timuridski slog v tem obdobju že širil proti zahodu.[21]